# Ochetellus
Ochetellus é um gênero de insetos, pertencente a família Formicidae.

## Espécies
- Ochetellus epinotalis
- Ochetellus flavipes
- Ochetellus glaber
- Ochetellus itoi
- Ochetellus ochetellus
- Ochetellus punctatissimus
- Ochetellus sororis
- Ochetellus vinsoni